# Millerton (Nova York)
Millerton és una població dels Estats Units a l'estat de Nova York. Segons el cens del 2000 tenia 925 habitants.

## Demografia
Segons el cens del 2000, Millerton tenia 925 habitants, 375 habitatges, i 232 famílies. La densitat de població era de 566,9 habitants/km².
Dels 375 habitatges en un 29,3% hi vivien nens de menys de 18 anys, en un 45,3% hi vivien parelles casades, en un 12,5% dones solteres, i en un 38,1% no eren unitats familiars. En el 32% dels habitatges hi vivien persones soles el 14,4% de les quals corresponia a persones de 65 anys o més que vivien soles. El nombre mitjà de persones vivint en cada habitatge era de 2,44 i el nombre mitjà de persones que vivien en cada família era de 3,09.
Per edats la població es repartia de la següent manera: un 24,4% tenia menys de 18 anys, un 8,3% entre 18 i 24, un 27,8% entre 25 i 44, un 24% de 45 a 60 i un 15,5% 65 anys o més.
L'edat mediana era de 40 anys. Per cada 100 dones de 18 o més anys hi havia 89,9 homes.
La renda mediana per habitatge era de 36.176 $ i la renda mediana per família de 46.458 $. Els homes tenien una renda mediana de 27.279 $ mentre que les dones 29.500 $. La renda per capita de la població era de 17.220 $. Entorn del 7,7% de les famílies i el 14,3% de la població estaven per davall del llindar de pobresa.